# Dorothy Wright
Dorothy Wright (nacida como Dorothy Machin; Leytonstone, 19 de agosto de 1889-Poole, 1960) fue una deportista británica que compitió en vela en la clase 7 Metre. Participó en los Juegos Olímpicos de Amberes 1920, obteniendo una medalla de oro en la clase 7 Metre.

## Palmarés internacional
| Juegos Olímpicos | Juegos Olímpicos  | Juegos Olímpicos | Juegos Olímpicos |
| Año              | Lugar             | Medalla          | Clase            |
| ---------------- | ----------------- | ---------------- | ---------------- |
| 1920             | Amberes (Bélgica) | Medalla de oro   | 7 Metre          |